# يانديري سيميوليتر
محاكي اليانديري (بالإنجليزية: Yandere Simulator)، هي لعبة فيديو من نوع أكشن وتسلل يتم حاليا تطويرها ونشرها من قبل مطور الألعاب يانديري ديف (بالإنجليزية: YandereDev). تركز اللعبة تلميذة مهووسة بالحب تدعى أيانو آيشي، الملقبة بـ "يانديري تشان والتي أخذت على عاتقها القضاء على أي شخص تظنه يحتكر انتباه 'سينباي' الفتى المُعجبة به.  تقضي آيانو وعلى مدارعشر أسابيع على عشرة أعداء يتنافسون للحصول على 'سينباي'.

## نظام اللعب
اللاعب يتحكم بالشخصية الرئيسية 'آيانو آيشي' المعروفة باسم (يانديري-تشان) طالبة يابانية في مدرسة ثانوية تمتلك مشاعر قوية وعميقة لأحد الطلاب المدعو 'تارو يامادا' (في نسخة الذكر) و'تايكو يامادا' (في نسخة الانثى) المُلقب 'سينباي'.
على مدار عشر اسابيع، عشر شخصيات ضمن المدرسة يحاولون أيضاً للوصول إلى إطار من العلاقة بـ 'سينباي'، ويجب على آيانو أن تسعى لإيقافهم من محاولة ذلك.
تبعاً لطبيعتها كونها «يانديري» يمكن لللاعب إنجاز انوع عدة من الأساليب المتراوحة من المُسالمة إلى العدوانية، التي حالياً تتضمن; توسيط علاقة بين اثنين،الصداقة،الخيانة،النميمة،الطرد من المدرسة، الاتهام بجريمة،الخطف، القتل المزيف،الصعق،السحق،التسميم،الغرق،الحرق حياً، القتل، التحريض على الانتحار، القتل بدافع الانتحار بعد التعذيب الشديد. وأيضاً وجود أساليب إبادة خاصة لكل عدو من أعداء «آيانو».
خلال اللعب، «آيانو» يمكنها الحصول على مساعدة من مخترقة معلومات تدعو نفسها «إنفو-تشان»، التي تزودها بالأسلحة، الخطط، أغراض، وعدة خدمات أخرى مقابل «صور بذيئة» للملابس الداخلية لطالبات المدرسة، المعلومات الخاصة والابتزاز.
يجب على «آيانو» أيضاً الحذر من أن يراها أحد وهي تقوم بأحد الفعاليات العدوانية، والحذر من التعرض لانخفاض في مستوى سُمعتها الذي يؤدي إلى صعوبة في وثوق الطلاب بها، وأيضاً انخفاض مستوى «الصحة العقلية» الذي يُريب «سينباي» والذي يُعيق من قابلية «آيانو» على التحكم من ارتكاب جريمة التي تؤدي أجمعها إلى انتهاء اللعبة بشكل مباشر.
قتل الطلاب أو اكتشافهم لأي أثر يقود لجريمة يؤدي إلى هبوط في "جو المدرسة" الذي يؤثر على هيئة الغلاف الجوي في المدرسة مما يجعلها تبدو أكثر غموضاً ورُعباً وتؤثر أيضاً على تصرفات الطلاب ليُصبحوا أكثر حذراً وترقباً من حصول شيء، مما يضطرون إلى القيام ببعض الأمور للاحتياط كإغلاق خزناتهم.
خلال اللعب، يمُكن لـ«آيانو» الانضمام لنوادي المدرسة وحضور الصفوف المدرسية للحصول على قدرات أضافية مثل الوصول بسهولة إلى الأسلحة التي تضمنها النوادي لإزالة الشبهات عن «آيانو» وتطوير بعض المهارات والقدرات الجسدية والحصول على أغراض أخرى.
مطور اللعبة يُعرف وضع اللعبة الحالي بـ«لُعبة تحت اطار التنقيح البرمجي».هذا يعني إن جميع المُجسمات في اللعبة غير مكتملة أو مُنفذة للآن.اللعبة النهائية ستحتوي على ستة أطوار هي:
- طور القصة (حبكة اللعبة).
- طور عام 1989 (بداية قصة اللعبة).
- طور غير منتهي.
- طور غير منتهي نهائياً من طور القصة.
- الطور الافتراضي.
- طور قابل للتعديل والتخصيص.
- طور الوضعيات (طور يستطيع فيه اللاعب التحكم بحركات ووضعيات شخصيات اللعبة).
- طور المهمة (طور تقوم فيه آيانو بإكمال مهمات لصالح إنفو-تشان)

## التطوير
يانديري ديف (آليكس) هو مطور ألعاب مُستقل في كاليفورنيا.عمل لدى شركة ألعاب على مدار ثلاث سنوات.في أبريل عام 2014، طرح فكرة لُعبة «محاكي اليانديري» على منتدى «4chan» الذي حصل فيه على العديد من ردود الفعل الايجابية حول فكرة اللعبة، ومن حينها قرر البدء بتطوير اللعبة.
اللعبة عبارة لعبة اجتماعية تُحاكي وتقترض بعض العناصر والأفكار من سلسلة ألعاب هيتمان (بالإنجليزية: هيتمان (سلسلة))، لكنها تتضمن أيضاً «محاكاة لبيئة المدرسة» وبعض العناصر الأخرى لتبدو بوجه مختلف أكثر.
تطوير اللعبة بدء منذ عام 2014، بقيام مطور اللعبة يانديري ديف بإطلاق نسخ للتجربة من اللعبة من أجل أهداف التعديل عليها.
بدأ بإطلاق تحديثات تتضمن عناصر جديدة، مثل أسلوب التسميم، الصعق، اغراق الأعداء، وبناء الصداقات مع طالبات المدرسة.بالإضافة إلى الألعاب المُصغرة ومدينة يمكن للاعب التجول فيها راكباً دراجة هوائية والمزيد.
في الأول من مارس عام 2017، يانديري ديف أعلن عن بدايته بالتعاون مع تايني بيلد (بالإنجليزية:TinyBuild) مما سيساعده مع تحسين وتعزيز اللعبة.

## وصلات خارجية
- يانديري سيميوليتر على موقع IMDb (الإنجليزية)
- الموقع الرسمي